# 栗東寺
栗東寺（りっとうじ）は、大阪府大阪市北区与力町にある曹洞宗の寺院である。山号は寶樹山。本尊は釈迦如来。

## 歴史
1590年（天正18年）、鹿児島の福昌寺24世東屋清春大和尚が大坂へ来た時に創建。1837年（天保8年）、類焼す。1945年（昭和20年）の大阪大空襲で焼失するも再建された。
2006年（平成18年)、栗東寺が「近衛信尹公四百回忌記念事業」にあたり奈良県奈良市に奈良別院諦崇寺を開創した。

## 墓所
- 葛子琴 - 江戸時代の篆刻家

## 別院
- 諦崇寺 - 奈良県奈良市
- 西明寺 - 兵庫県西宮市

## 交通
- 地下鉄谷町線・堺筋線「南森町駅」より徒歩で約5分。
- JR東西線「大阪天満宮駅」より徒歩で約5分。
- JR大阪環状線「天満駅」より徒歩で約10分。
- 阪神高速12号守口線「南森町出口」・「扇町出口」より車で約1分。